# Carlo Günther di Schwarzburg-Sondershausen
Carlo Günther di Schwarzburg-Sondershausen (tedesco:  Karl Günther, Fürst von Schwarzburg-Sondershausen; Arnstadt, 7 agosto 1830 – Dresda, 28 marzo 1909) fu il sovrano del principato di Schwarzburg-Sondershausen, uno stato costituente dell'Impero tedesco, e capo del casato di Schwarzburg dal 17 luglio 1880 fino alla sua morte.

## Biografia

### Principe ereditario

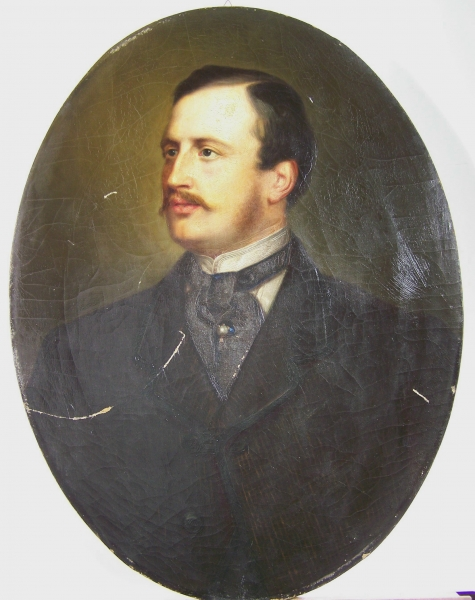
Ritratto del giovane Carlo Gunther di Schwarzburg-Sondershausen

Carlo Gunther nacque a Arnstadt, figlio terzogenito dell'allora principe ereditario Günther Federico Carlo e della sua prima moglie, la principessa Maria di Schwarzburg-Rudolstadt. La morte del fratello maggiore, il principe Günther nel 1833 pose Carlo Günther in linea diretta alla successione al trono. Dopo l'abdicazione di suo nonno, il principe Günther Federico Carlo I, il 19 agosto 1835, egli diventò principe ereditario ed erede apparente di suo padre, che diventò il principe Günther Federico Carlo II.
Nel 1850 si iscrisse all'Università di Bonn per seguire gli studi di legge e letteratura e si arruolò nell'esercito prussiano, con il grado di Oberleutnant. Due anni dopo fu promosso al grado di Rittmeister prima di ottenere la promozione al grado di maggiore nel 1855.
Il 12 giugno 1869 sposò ad Altenburg la principessa Maria Gasparina di Sassonia-Altenburg, duchessa di Sassonia, figlia del principe Edoardo di Sassonia-Altenburg.

### Principe regnante

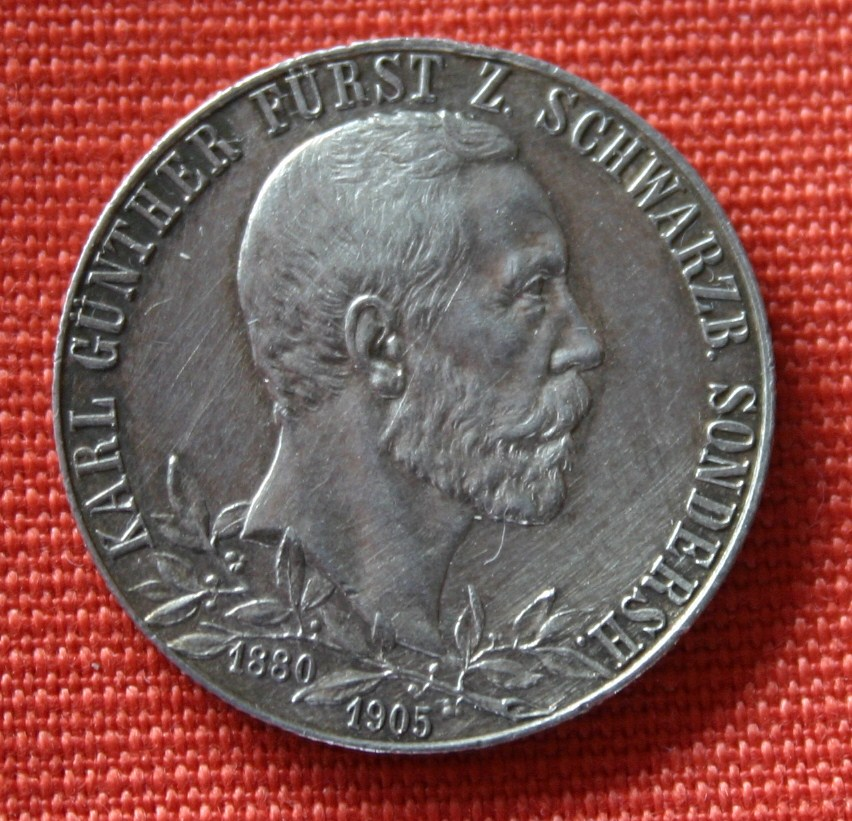
Moneta di Carlo Gunther di Schwarzburg-Sondershausen del 1905 per commemorare il suo 25º anniversario di regno

Il 17 luglio 1880, dopo l'abdicazione del padre a causa di una patologia oculare, gli succedette come principe regnante e capo del casato di Schwarzburg. Durante il suo regno, apportò miglioramenti al sistema scolastico del principato, aprendo una scuola pubblica e concedendo agevolazioni per la formazione degli insegnanti.
Poiché il matrimonio del principe Carlo Günther era senza figli, l'erede presunto al trono era suo fratello minore, il principe Leopoldo. Nel 1890 i due fratelli provocarono uno scandalo in Germania quando giunsero alle mani: Leopoldo, che desiderava sposarsi, si offese alla proposta del fratello di sposare una cittadina comune se nessuna donna reale avesse accettato di sposarlo.
Il casato principesco di Schwarzburg consisteva di due rami, di cui Schwarzburg-Sondershausen era la linea maggiore e Schwarzburg-Rudolstadt la minore. In base ad un patto di famiglia del 7 settembre 1713, all'estinzione di uno dei rami, il principato sarebbe passato a quello superstite. Tuttavia, poiché anche il ramo Rudolstadt era a rischio di estinzione il 21 aprile 1896, il principe Carlo Günther concordò con suo fratello Leopoldo e con il loro cugino, il principe Günther di Schwarzburg-Rudolstadt, che il loro parente morganatico, il principe Sizzo di Schwarzburg diventasse un membro della casata principesca con pieni diritti di successione. La loro decisione diventò legge il 1º giugno 1896.
Nel 1906 il principe Carlo Günther subì un grave infortunio in un incidente di caccia. Trascorse gli ultimi anni della sua vita confinato in un letto d'ospedale e morì in un sanatorio a Dresda. Poiché suo fratello ed erede Leopoldo era morto nel 1906, il principe Carlo Günther ebbe come successore il cugino, Günther Victor della linea degli Schwarzburg-Rudolstadt, che fu così investito di entrambi i principati di Schwarzburg in un'unione personale.

## Titoli e onorificenze

### Titoli
- 7 agosto 1830 - 19 agosto 1835: sua altezza serenissima principe Carlo Günther di Schwarzburg-Sondershausen
- 19 agosto 1835 - 17 luglio 1880: sua altezza serenissima il principe ereditario di Schwarzburg-Sondershausen
- 17 luglio 1880 - 28 marzo 1909: sua altezza serenissima il principe di Schwarzburg-Sondershausen

### Onorificenze militari
- Colonnello in capo del terzo reggimento della fanteria turingiana

## Ascendenza
|                                                        |                                          |                                          | Genitori                                       |  |  | Nonni |  |  | Bisnonni                                           |  |  | Trisnonni                            |  |
|                                                        |                                          |                                          |                                                |  |  |       |  |  | Cristiano Günther III di Schwarzburg-Sondershausen |  |  | Augusto di Schwarzburg-Sondershausen |  |
|                                                        |                                          |                                          |                                                |  |  |       |  |  | Cristiano Günther III di Schwarzburg-Sondershausen |  |  | Augusto di Schwarzburg-Sondershausen |  |
|                                                        |                                          | Carlotta di Anhalt-Bernburg              |                                                |  |  |       |  |  | Cristiano Günther III di Schwarzburg-Sondershausen |  |  |                                      |  |
| Günther Federico Carlo I di Schwarzburg-Sondershausen  |                                          |                                          |                                                |  |  |       |  |  | Cristiano Günther III di Schwarzburg-Sondershausen |  |  |                                      |  |
|                                                        |                                          | Guglielmina di Anhalt-Bernburg           | Vittorio Federico di Anhalt-Bernburg           |  |  |       |  |  |                                                    |  |  |                                      |  |
|                                                        |                                          | Guglielmina di Anhalt-Bernburg           | Vittorio Federico di Anhalt-Bernburg           |  |  |       |  |  |                                                    |  |  |                                      |  |
|                                                        |                                          | Guglielmina di Anhalt-Bernburg           | Albertina di Brandeburgo-Schwedt               |  |  |       |  |  |                                                    |  |  |                                      |  |
| Günther Federico Carlo II di Schwarzburg-Sondershausen |                                          | Guglielmina di Anhalt-Bernburg           |                                                |  |  |       |  |  |                                                    |  |  |                                      |  |
|                                                        |                                          | Federico Carlo di Schwarzburg-Rudolstadt | Luigi Günther II di Schwarzburg-Rudolstadt     |  |  |       |  |  |                                                    |  |  |                                      |  |
|                                                        |                                          | Federico Carlo di Schwarzburg-Rudolstadt | Luigi Günther II di Schwarzburg-Rudolstadt     |  |  |       |  |  |                                                    |  |  |                                      |  |
|                                                        |                                          | Federico Carlo di Schwarzburg-Rudolstadt | Sofia Enrichetta di Reuss-Untergreiz           |  |  |       |  |  |                                                    |  |  |                                      |  |
| Carolina di Schwarzburg-Rudolstadt                     |                                          | Federico Carlo di Schwarzburg-Rudolstadt |                                                |  |  |       |  |  |                                                    |  |  |                                      |  |
|                                                        |                                          | Federica di Schwarzburg-Rudolstadt       | Giovanni Federico di Schwarzburg-Rudolstadt    |  |  |       |  |  |                                                    |  |  |                                      |  |
|                                                        |                                          | Federica di Schwarzburg-Rudolstadt       | Giovanni Federico di Schwarzburg-Rudolstadt    |  |  |       |  |  |                                                    |  |  |                                      |  |
|                                                        |                                          | Federica di Schwarzburg-Rudolstadt       | Bernardina Cristiana di Sassonia-Weimar        |  |  |       |  |  |                                                    |  |  |                                      |  |
| Carlo Günther di Schwarzburg-Sondershausen             |                                          | Federica di Schwarzburg-Rudolstadt       |                                                |  |  |       |  |  |                                                    |  |  |                                      |  |
|                                                        | Federico Carlo di Schwarzburg-Rudolstadt | Luigi Günther di Schwarzburg-Rudolstadt  |                                                |  |  |       |  |  |                                                    |  |  |                                      |  |
|                                                        | Federico Carlo di Schwarzburg-Rudolstadt | Luigi Günther di Schwarzburg-Rudolstadt  |                                                |  |  |       |  |  |                                                    |  |  |                                      |  |
|                                                        | Federico Carlo di Schwarzburg-Rudolstadt | Sofia Enrichetta di Reuss-Untergreiz     |                                                |  |  |       |  |  |                                                    |  |  |                                      |  |
| Carlo Günther di Schwarzburg-Rudolstadt                | Federico Carlo di Schwarzburg-Rudolstadt |                                          |                                                |  |  |       |  |  |                                                    |  |  |                                      |  |
|                                                        |                                          | Federica di Schwarzburg-Rudolstad        | Giovanni Federico di Schwarzburg-Rudolstadt    |  |  |       |  |  |                                                    |  |  |                                      |  |
|                                                        |                                          | Federica di Schwarzburg-Rudolstad        | Giovanni Federico di Schwarzburg-Rudolstadt    |  |  |       |  |  |                                                    |  |  |                                      |  |
|                                                        |                                          | Federica di Schwarzburg-Rudolstad        | Bernardina Cristiana di Sassonia-Weimar        |  |  |       |  |  |                                                    |  |  |                                      |  |
| Mari di Schwarzburg-Rudolstadt                         |                                          | Federica di Schwarzburg-Rudolstad        |                                                |  |  |       |  |  |                                                    |  |  |                                      |  |
|                                                        |                                          | Federico V d'Assia-Homburg               | Federico IV d'Assia-Homburg                    |  |  |       |  |  |                                                    |  |  |                                      |  |
|                                                        |                                          | Federico V d'Assia-Homburg               | Federico IV d'Assia-Homburg                    |  |  |       |  |  |                                                    |  |  |                                      |  |
|                                                        |                                          | Federico V d'Assia-Homburg               | Ulrica Luisa di Solms-Braunfels                |  |  |       |  |  |                                                    |  |  |                                      |  |
| Luisa Ulrica d'Assia-Homburg                           |                                          | Federico V d'Assia-Homburg               |                                                |  |  |       |  |  |                                                    |  |  |                                      |  |
|                                                        |                                          | Carolina d'Assia-Darmstadt               | Luigi IX d'Assia-Darmstadt                     |  |  |       |  |  |                                                    |  |  |                                      |  |
|                                                        |                                          | Carolina d'Assia-Darmstadt               | Luigi IX d'Assia-Darmstadt                     |  |  |       |  |  |                                                    |  |  |                                      |  |
|                                                        |                                          | Carolina d'Assia-Darmstadt               | Carolina del Palatinato-Zweibrücken-Birkenfeld |  |  |       |  |  |                                                    |  |  |                                      |  |
|                                                        |                                          | Carolina d'Assia-Darmstadt               |                                                |  |  |       |  |  |                                                    |  |  |                                      |  |